# 钳花蛛
钳花蛛（学名：Misumenops forcipatus）为蟹蛛科花蛛属的动物。在中国大陆，分布于福建等地。该物种的模式产地在福建龙栖山。